# Danais (växter)
Danais är ett släkte av måreväxter. Danais ingår i familjen måreväxter.

## Dottertaxa tillDanais, i alfabetisk ordning[1]
- Danais andribensis
- Danais aurantiaca
- Danais baronii
- Danais breviflora
- Danais brickavillensis
- Danais capituliformis
- Danais cernua
- Danais comorensis
- Danais coronata
- Danais corymbosa
- Danais dauphinensis
- Danais distinctinervia
- Danais fragrans
- Danais hispida
- Danais humblotii
- Danais ligustrifolia
- Danais longipedunculata
- Danais magna
- Danais microcarpa
- Danais nigra
- Danais pauciflora
- Danais pubescens
- Danais rhamnifolia
- Danais rubra
- Danais sulcata
- Danais terminalis
- Danais tsaratananensis
- Danais verticillata
- Danais vestita
- Danais volubilis
- Danais xanthorrhoea